# Црква Светог великомученика Георгија у Чукарки
 Храм Светог великомученика Георгија је српска православна црква која се налази у Чукарки, општина Прешево.

## Историјат
Црква је обновљена на темељима старе коју су срушили Арнаути, а освештана је 1973. године од стране тадашњег епископа жичког и бањалучког Василија Костића. Храм има звоник изнад западног дела цркве, а на тој фасади изнад улазник врата налази се плоча са годином изградње цркве, 1964. Изнад плоче налази се ниша са иконом патрона цркве. Црквени иконостас садржи 34 иконе, а у цркви нема зидног сликарства.
У лето 2007. године црква је реновирана у целости, подигнута је нова црквена трпезарија у порти, а 2015. направљен је оградни зид.